# Microbathyphantes spedani
Microbathyphantes spedani är en spindelart som först beskrevs av George Hazelwood Locket 1968.  Microbathyphantes spedani ingår i släktet Microbathyphantes och familjen täckvävarspindlar. Inga underarter finns listade i Catalogue of Life.